# Club Deportivo Parrillas One
El Club Deportivo Parrillas One es un club de fútbol que juega en el torneo de la Liga de Ascenso de Honduras. Los colores del club son amarillo y verde.

## Historia

### Fundación
El Club Deportivo Parrillas One fue fundado el 14 de febrero de 1993 en la ciudad de San Pedro Sula. Las primeras plantillas del club estaban formadas por trabajadores de la empresa Parrillas y Repuestos One y jugaban los sábados en ligas amateurs. El equipo lleva este nombre porque es un equipo perteneciente a la empresa Parrillas y Repuestos One, S. de R.L. ubicada en la ciudad de San Pedro Sula, ciudad de donde proviene este equipo, pero ha tenido su sede en Tela, Siguaguatepe, Comayagua y actualmente están en San Pedro Sula Liga de Ascenso de Honduras.-  El Club Deportivo Parrillas One jugó sus partidos de local en el 2013 en la ciudad de Tela, ciudad en la que el equipo hizo su mejor campaña, lo que le permitió ascender a la Liga Nacional de Fútbol de Honduras, donde juega desde el Apertura 2013.

### Del semi-profesionalismo al profesionalismo
En el año 2000, el Club Deportivo Parrillas One compró y adquirió el puesto del Palestino Fútbol Club en la Liga de Ascenso de Honduras. Un año después jugaron su primera final en la Liga de Ascenso de Honduras, y fue ante el Honduras Salzburg, con quienes fueron derrotados y perdieron la chance de ascender a la Liga Nacional de Fútbol de Honduras. Tras esto él ganó tres torneos de la Liga de Ascenso y en el Torneo Clausura 2013 obtuvieron el ascenso a la Liga Nacional de Fútbol de Honduras tras derrotar al Juticalpa FC.

### Origen del nombre
El nombre del equipo Parrillas One, es el de un apodo que tiene su origen en un set de medicamentos, 'One set', que el hondureño José Medardo Girón, ya fallecido, leyó en una caja de fármacos y se lo endosó a un hijo.
Girón, quien a mediados del siglo pasado se dedicaba a la venta de medicamentos en el norte de Honduras, leyó en una caja de los pedidos que le llegaban de Canadá, "One set", y como de los apodos no escapaba ninguno de sus hijos (nueve), escogió el de "One" para Luis, quien ahora es el presidente del club.
Pero el apodo, que no se pronuncia en inglés, Luis Antonio Girón lo unió con el de "Parrillas", por un negocio de venta de partes y accesorios para vehículos que opera en San Pedro Sula y Tegucigalpa.

### Primer título
El 19 de diciembre de 2010, El Parrillas One obtuvo el derecho a luchar por un puesto en la primera división de Honduras tras derrotar al Yoro FC en el Apertura 2010-11 de la Liga de Ascenso de Honduras.
Pero no fue suficiente ya que en la final ante el otro equipo que había ganado el Torneo Apertura, el Parrillas One perdió ante el Atlético Choloma quien sí logró su ascenso a la primera división.

### Segundo título
En mayo del 2012, el Parrillas One volvió a ganar el torneo de la Liga de Ascenso de Honduras, pero en la finalísima perdió ante el Real Sociedad de Tocoa quien sí logró su ascenso a la Primera división.

### Cambio de sede
El 10 de julio de 2012, tras no tener el apoyo necesario en la ciudad de San Pedro Sula, la directiva del equipo Parrillas One, determinó que a partir del Torneo Apertura 2012 de la Liga de Ascenso de Honduras, el equipo jugaría sus partidos de local en el Estadio León Gómez de la ciudad de Tela.

### Tercer título y ascenso a la Primera División
El Parrillas One, había ganado el torneo Clausura de la Liga de Ascenso de Honduras, pero no le bastaba para ascender a la Primera División, ya que tenía que enfrentar al equipo campeón del Torneo Apertura, el Juticalpa FC.
El 16 de junio del 2013 en el Estadio Carlos Miranda de la ciudad de Comayagua, se jugó la finalísima de la Liga de Ascenso de Honduras en un partido muy emocionante en el que al inicio empezó ganando el Parrillas One, pero luego el Juticalpa FC anotó un gol y se tuvieron que ir a alargues, ni en los alargues se marcaron más goles, así que tuvieron que irse a la tanda de penales, la cual ganó el Parrillas One por un marcador de 4-3, lo que le bastó a los parrilleros para ascender a Primera División.
El Parrillas One debutó en la Liga Nacional de Fútbol de Honduras el 10 de agosto de 2013, en el Estadio Municipal Ceibeño de la ciudad de La Ceiba. El mismo finalizó con un marcador de 2-1 a favor de los visitantes. Los anotadores por parte del Parrillas One fueron Porciano Ávila y Horacio Parham; Romell Quioto descontó para el Vida.

## Estadio
El Parrillas One originalmente jugaba sus partidos de local en el Estadio Francisco Morazán pero debido a problemas económicos, el equipo tuvo que mudarse a la ciudad de Tela para jugar sus partidos en el Estadio León Gómez , estadio en el que logró conseguir una campaña excelente para que el club ascendiera a la primera división.
Tras el ascenso a primera división en 2013, se rumoreó que el Parrillas One jugaría de local en el Estadio Carlos Miranda de la ciudad de Comayagua. No obstante, la directiva parrillera ratificó que la localía le seguiría perteneciendo a la ciudad de Tela.
A partir del Torneo Apertura 2014 comenzó a jugar sus partidos locales en el Estadio Roberto Martínez Ávila de Siguatepeque.
El 30 de octubre de 2022, inaugura su estadio en la Ciudad de La Lima en un partido ante el Génesis de Comayagua correspondiente a los Octavos de final, el primer gol en dicho estadio lo marco Carlos Zelaya jugador del Parrillas One a los 27 minutos.
El estadio sigue en estado de construcción, en lo que se le instalará techado al sector preferencial, y el cableado eléctrico.

## Uniforme
| Primer Uniforme | Segundo Uniforme |

- 2018-2019

### Uniformes de Porteros
| Primer Uniforme |

## Afición
El Club Deportivo Parrillas One tiene una modesta pero sin duda muy alentadora afición. Una de sus principales barras lleva por nombre Barra Punta Parrillera, la cual lleva este nombre debido a que el ambiente que genera en las gradas tiene un estilo bastante caribeño. La afición del Parrillas One es destacada por ser una de las únicas hinchadas que viajan por todo el país. Los colores que caracterizan a esta hinchada son el amarillo y el verde.
El 14 de agosto de 2013, tras haber finalizado el partido entre Real España y Parrillas One, por la fecha 2 del Torneo Apertura 2013, la hinchada del Real España tuvo un enfrentamiento violento con la de Parrillas One. El pleito dejó un saldo de varios heridos y un muerto.

## Datos del club
- Temporadas en 1.ª: 1.
- Temporadas en Liga de Ascenso: 12.
- Mayor goleada conseguida en 1.ª: Parrillas One 3-0 Platense; 21 de septiembre de 2013.
- Mayor goleada encajada en 1.ª: Parrillas One 1-4 Real España; 14 de agosto de 2013.
- Mejor puesto en la liga: 6° (Apertura 2013).
- Peor puesto en la liga: 7° (Clausura 2014).
- Más puntos en un torneo: 24 (Apertura 2013).
- Menos puntos en un torneo: 20 (Clausura 2014).
- Máximo goleador en 1.ª: Luis Lobo (2013) (10 goles).

## Jugadores

### Altas y bajas Apertura 2019
| Altas                  |               |                                         |           |
| Jugador                | Posición      | Procedencia                             | Tipo      |
| Carlos Solórzano       | Defensa       | Club Deportivo Vida                     | Libre.    |
| Héctor Sánchez         | Mediocampista | Real Club Deportivo España              | Traspaso. |
| Álex Maximiliano Silva | Delantero     | Club Oriental de Football               | Traspaso. |
| David Cardona          | Delantero     | Fundación Atlético El Vigía Fútbol Club | Traspaso. |

| Bajas              |                |                                  |                        |
| Jugador            | Posición       | Destino                          | Tipo                   |
| Porciano Ávila     | Defensa        | Real España                      | Libre.                 |
| Luis Guzmán        | Defensa        | Club Deportivo Honduras Progreso | Libre.                 |
| Wilson Rivera      | Defensa        | Pendiente                        | Libre.                 |
| Arnold Solórzano   | Centrocampista | Pendiente                        | Libre.                 |
| Anael Figueroa     | Centrocampista | Pendiente                        | Libre.                 |
| Selvin Castellanos | Centrocampista | Pendiente                        | Libre.                 |
| Wilson Prado       | Centrocampista | Pendiente                        | Rescisión de contrato. |
| Charles Córdoba    | Delantero      | Xelajú MC                        | Traspaso.              |
| Javier Estupiñan   | Delantero      | Terengganu FA                    | Traspaso.              |
| Carlos Ceballos    | Centrocampista | Pendiente                        | Rescisión de contrato. |

## Entrenadores

### Entrenadores recientes
- Carlos Ramón Tábora (2010)
- Allan Bennett (2011)
- Emilio Umanzor (2011-2012)
- Domingo Ramos (2012-2013)
- Luis Enrique Cálix (2013)
- Carlos Ramón Tábora (2014)
- Douglas Munguía (2014)
- Vicente Daniel Viera Bertolino (2016)
- Mauro Reyes (2017)
- Rafael Fernando Molina Ruiz (2018)
- Carlos Obando Cáceres (2019)
- José Alvarado (2019-2020)
- Miguel Mariano (2020-2022)
- Fernando Molina (2022-2023)
- Carlos Martínez (2023)
- Rodolfo Sabarís (2023)
- Ninrod Medina (2024)
- Jorge Lozano (2024–2025)
- Rodolfo Sabarís (2025-)

## Palmarés

### Títulos nacionales
- Liga de Ascenso de Honduras (2): 2010 y 2012

- Finalísima del Ascenso (1): 2013